# Old Blush (rose)
Le rosier 'Old Blush', également connu sous le nom de 'Parsons' Pink China',' Old Blush China',' Old China Monthly", etc., est un cultivar de Rosa chinensis, généralement considéré comme le premier cultivar de rose d'Asie de l'Est arrivé en Europe. Il est enregistré au Danemark dès 1752 et en Angleterre en 1793.
'Old Blush', avec 'Slater's Crimson China' et les rosiers thé 'Hume's Blush Tea-scented China' et 'Parks' Yellow Tea-scented China', ont été introduits dans les roseraies européennes et fleurissaient à plusieurs reprises du printemps à l'automne, alors que les vieux rosiers européens n'avaient tendance à fleurir qu'une seule fois, sur le bois de l'année précédente. Les Chinensis et les Thés sont à l'origine de nombreuses nouvelles classes de roses, comme le rosier Bourbon, le rosier de Noisette et les Roses modernes.
'Old Blush' lui-même a été le parent de deux de ces classes: un croisement naturel de 'Old Blush' avec 'Quatre Saisons Continue' sur l'île de Bourbon a donné naissance à la 'Rose Édouard', le premier rosier Bourbon ; et l'hybride créé par John Champneys de 'Old Blush' avec un rosier musqué donna 'Champneys' Pink Cluster' dont des semis donnèrent le premier rosier de Noisette.
Ce rosier doit sa multitude de noms au fait qu'il est cultivé partout dans le monde depuis plus de deux cents ans. Il est aujourd'hui l'un des ancêtres de centaines de cultivars.

## Description
‘Old Blush’ a des roses de taille moyenne semi-double, couleur rose lilas en bouquets pendants. Elles virent aux rose sombre en plein soleil et donnent de gros fruits orangés. Il fleurit tant que ce n'est pas un bon cultivar pour faire des fleurs coupées: les fleurs tombent vite pour laisser la place à leurs successeurs. Le buisson a un port érigé, montant doucement jusqu'à 1,5 m de haut, avec un beau feuillage sain. Le parfum est doux, mais fruité et plaisant. On peut faire de ce rosier une haie spectaculaire ou un specimen seul au sein d'un massif.

## Génétique
R. chinensis ‘Old Blush’ est la variété qui a été choisie en 2012 pour établir le séquençage génétique du rosier et ce, pour plusieurs raisons.
Tout d’abord, elle est diploïde avec 14 chromosomes et présente donc moins de complexité qu’une variété tétraploïde (28 chromosomes). Cette rose est aussi un ancêtre des variétés modernes, elle est facilement cultivable en serre et in vitro ce qui permet la conservation des génotypes et la transformation génétique. De plus, elle est remontante, ce qui donne la possibilité de travailler sur les fleurs toute l’année en serre. Cette variété sera donc la première plante ligneuse ornementale séquencée et la séquence du génome servira de base pour une meilleure compréhension des relations entre l’homme et la reine des fleurs au cours de sa domestication. 
Une description exhaustive du transcriptome (représentation de l'ensemble des molécules servant de matrice pour la synthèse des protéines) a été publiée sur internet ce qui fournit les séquences des différents gènes exprimés dans la plante. A terme, la séquence complète du génome, où seront localisés les différents gènes, sera librement accessible sur internet. Cette séquence pourra être utilisée pour des travaux de recherche et de sélection. En sélection, on peut utiliser des séquences d’ADN comme marqueurs de gènes favorables.
Les cartes génétiques actuellement disponibles ont déjà servi à développer des marqueurs de gènes de résistance au marsonia (champignon pathogène qui provoque la maladie des taches noires puis la chute des feuilles de la plante).
La séquence du génome permettra d’envisager l’identification de marqueurs liés à des caractères complexes comme le parfum, l’aspect de la fleur (nombre de pétales, couleur…) ou la capacité à donner des floraisons successives par exemple.

## Récompense
Ce rosier fait partie du Old Rose Hall of Fame, une liste de dix rosiers anciens reconnus comme d'importance historique par la fédération mondiale des sociétés de roses.